# Перепись населения Беларуси (2019)
Перепись населения в Беларуси 2019 года — третья после обретения суверенитета перепись населения Республики Беларусь, сбор персональных данных, прошедшая с 4 по 30 октября 2019 года. Официально целью проведения переписи было объявлено получение информации о населении Республики, необходимой для разработки государственных долгосрочных прогнозов социально-экономического развития страны, текущих расчетов и прогнозирования численности и состава населения, изучения размещения и использования трудовых ресурсов, осуществления научных исследований. Согласно закону Республики Беларусь «О переписи населения», основными принципами её проведения являются: научная обоснованность; периодичность; всеобщность и одномоментность; конфиденциальность персональных данных; доступность и открытость итоговых данных; единство программы переписи населения, а также методов её проведения и обработки персональных данных для всей территории страны.
Проведением переписи занимается Национальный статистический комитет Республики Беларусь (Белстат).

## Программа переписи
Перечень вопросов, по которым осуществляется сбор персональных данных в отношении граждан Беларуси, утверждённый Советом министров Республики Беларусь:
Вопросы, касающиеся основных демографических характеристик
- фамилия, собственное имя, отчество;
- идентификационный номер;
- дата рождения, число полных лет;
- пол;
- родственные или другие отношения с лицом, указанным первым в домохозяйстве;
- состояние в браке (для лиц в возрасте 15 лет и старше);
- место рождения.

Вопросы, касающиеся миграционной активности:
- непрерывность проживания в городском поселении или сельской местности этого административного района;
- период прибытия в данный населенный пункт;
- место предыдущего жительства;
- проживание более 1 года непрерывно в какой-либо другой стране;
- страна, в которой проживал респондент до даты прибытия в Республику Беларусь на постоянное место жительства;
- месяц и год прибытия в Республику Беларусь;
- причина прибытия в Республику Беларусь на постоянное место жительства;
- намерение и причина, по которой планируется выехать из Республики Беларусь (для лиц в возрасте 15 — 74 лет);
- срок, на который планируется выехать из Республики Беларусь.

Вопросы, касающиеся национально-этнических характеристик
- национальность (по самоопределению и желанию респондента, для детей — по определению родителей).
- родной язык;
- язык, на котором респондент обычно разговаривает дома;
- другой(ие) язык(и), которым(и) свободно владеет респондент.

Вопросы, касающиеся образования:
- уровень образования (для лиц в возрасте 10 лет и старше), наличие ученой степени;
- умение читать и писать;
- учёба в учреждении образования (для лиц в возрасте 6-60 лет);
- посещение ребёнком дошкольного учреждения (для детей в возрасте 3-7 лет, не посещающих школу).

Источники средств к существованию, имеющиеся в 2019 году.
Вопросы, касающиеся занятости (для лиц в возрасте 15 лет и старше):
- основная оплачиваемая работа, занятие, приносящее доход, или работа без оплаты труда у родственника (далее — работа) в последнюю неделю до начала переписи населения;
- место нахождения работы;
- причина, по которой респондент не работает в населенном пункте по месту жительства;
- периодичность выезда на работу на территорию другого государства;
- характеристика работы, выполняемой респондентом;
- кем респондент являлся на работе (статус в занятости);
- поиск работы респондентом в течение последнего месяца до начала переписи населения, готовность приступить к ней в ближайшие 2 недели;
- причина отказа от поиска работы.

Количество рождённых детей (для женщин в возрасте 15 лет и старше).
Вопросы, касающиеся жилищных условий:
- место жительства;
- число домохозяйств, проживающих в помещении, и их состав;
- размер общей площади одноквартирного жилого дома или квартиры;
- имеющиеся виды благоустройства в помещении, используемом для проживания;
- собственник помещения, используемого для проживания;
- количество жилых комнат, занимаемых домохозяйством.

Временное проживание (пребывание) на дату проведения переписи населения среди членов домохозяйства лиц, постоянно проживающих за пределами Республики Беларусь
Вопросы, касающиеся сельскохозяйственной деятельности
наличие в собственности или владении, пользовании домохозяйства земельных участков в 2019 году с указанием их количества
- характеристика земельных участков (местонахождение и общая площадь, в том числе занятая под посевы по видам сельскохозяйственных культур) и цели их использования;
- наличие на земельных участках плодово-ягодных насаждений и кустарников на 1 октября 2019 г.;
- количество (площадь) плодово-ягодных насаждений в плодоносящем возрасте по видам;
- наличие в хозяйстве скота, птицы и пчелосемей на 1 октября 2019 года;
- количество скота и птицы по видам, количество пчелосемей.

### В отношении лиц, временно проживающих в Беларуси
В отношении лиц, временно проживающих в Республике Беларусь, программа была иной:
- адрес в период прохождения переписи;
- фамилия, имя, отчество;
- пол;
- дата рождения;
- страна рождения;
- гражданство;
- страна постоянного проживания;
- цель приезда в Республику Беларусь.

## Итоги переписи

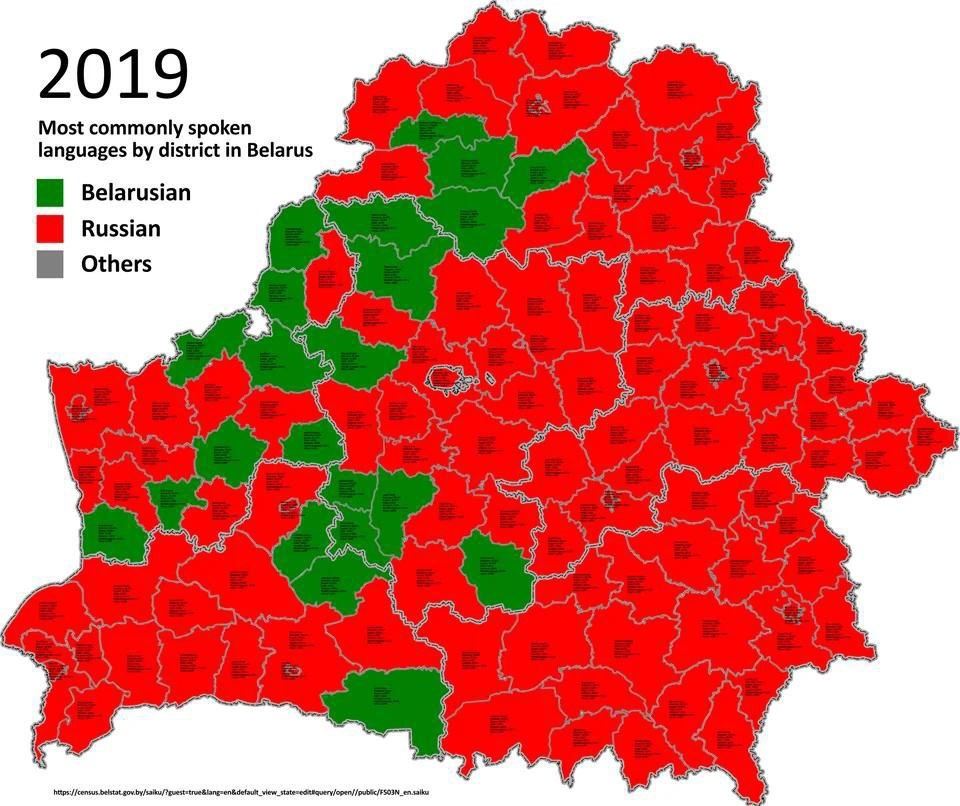
Наиболее распространённый язык общения населения в районах и горсоветах Беларуси.

| | Все население, человек                                                          | В том числе мужчины / женщины | в процентах мужчины / женщины                                                                   | В том числе городское / сельское | в процентах городское / сельское                                                              |
| --- | ------------------------------------------------------------------------------- | --- | ----------------------------------------------------------------------------------------------- | --- | --------------------------------------------------------------------------------------------- |
| Республика Беларусь Брестская область Витебская область Гомельская область Гродненская область г. Минск Минская область Могилевская область | 9 413 446 1 348 115 1 135 731 1 388 512 1 026 816 2 018 281 1 471 240 1 024 751 | 4 351 473 / 5 061 973 625 536 / 722 579 521 049 / 614 682 641 133 / 747 379 475 740 / 551 076 923 295 / 1 094 986 687 840 / 783 400 476 880 / 547 871 | 46,2 / 53,8 46,4 / 53,6 45,9 / 54,1 46,2 / 53,8 46,3 / 53,7 45,7 / 54,3 46,8 / 53,2 46,5 / 53,5 | 7 299 989 / 2 113 457 948 360 / 399 755 876 697 / 259 034 1 062 952 / 325 560 771 078 / 255 738 2 018 281 / - 810 239 / 661 001 812 382 / 212 369 | 77,5 / 22,5 70,3 / 29,7 77,2 / 22,8 76,6 / 23,4 75,1 / 24,9 100,0 / - 55,1 / 44,9 79,3 / 20,7 |

|  |  |  |  |

| Мужчин  | Возраст | Женщин  |
| ------- | ------- | ------- |
| 85 382  | ≥80     | 281 234 |
| 67 798  | 75-79   | 160 061 |
| 123 837 | 70-74   | 219 468 |
| 202 723 | 65-69   | 310 845 |
| 292 835 | 60-64   | 387 326 |
| 319 173 | 55-59   | 385 127 |
| 289 385 | 50-54   | 333 961 |
| 302 148 | 45-49   | 337 685 |
| 325 233 | 40-44   | 345 140 |
| 367 695 | 35-39   | 381 356 |
| 388 316 | 30-34   | 392 937 |
| 305 775 | 25-29   | 310 546 |
| 228 635 | 20-24   | 219 413 |
| 234 423 | 15-19   | 221 344 |
| 259 437 | 10-14   | 246 882 |
| 288 068 | 5-9     | 273 160 |
| 270 610 | 0-4     | 255 488 |

| Номер | Регион              | Население по данным переписи 2009 года | Население по данным переписи 2019 года | Численные изменения | Процентные изменения |
| ----- | ------------------- | -------------------------------------- | -------------------------------------- | ------------------- | -------------------- |
| 1     | Брестская область   | 1 401 177                              | 1 348 115                              | −53 062 ▼           | −3.79% ▼             |
| 2     | Витебская область   | 1 230 821                              | 1 135 731                              | −95 090 ▼           | −7.73% ▼             |
| 3     | Гомельская область  | 1 440 718                              | 1 388 512                              | −52 206 ▼           | −3.62% ▼             |
| 4     | Гродненская область | 1 072 381                              | 1 026 816                              | −45 565 ▼           | −4.25% ▼             |
| 5     | Минская область     | 1 422 528                              | 1 471 240                              | 48 712 ▲            | 3.42% ▲              |
| 6     | Могилёвская область | 1 099 374                              | 1 024 751                              | −74 623 ▼           | −6.79% ▼             |
| 7     | Минск               | 1 836 808                              | 2 018 281                              | 181 473 ▲           | 9.88% ▲              |
|       | Беларусь            | 9 503 807                              | 9 413 446                              | −90 361 ▼           | −0.95% ▼             |